# Janina Poremska
Janina Danuta Poremska, po mężu Nowakowska (ur. 13 maja 1948 w Siemianowicach Śląskich) – polska łyżwiarka figurowa startująca w parach sportowych z Piotrem Szczypą. Uczestniczka igrzysk olimpijskich (1968), uczestniczka mistrzostw świata i Europy, medalistka zawodów międzynarodowych oraz 6-krotna mistrzyni Polski (1965–1970).
W 1968 roku wraz z Piotrem Szczypą zostali pierwszymi reprezentantami Polski w łyżwiarstwie figurowym na igrzyskach olimpijskich.
Ukończyła Seminarium Nauczycielskie i WSWF w Katowicach (1973), a w 1982 wyjechała do Danii, gdzie przez 13 lat pracowała jako trenerka łyżwiarstwa figurowego. Osiedliła się w duńskim Aalborg, gdzie została nauczycielką wychowania fizycznego w Hasseris Gymnasium i Aalborghus Gymnasium.
Ma męża i dwoje dzieci.

## Osiągnięcia
Z Piotrem Szczypą
| Zawody               | 64–65          | 65–66          | 66–67          | 67–68          | 68–69          | 69–70          |                |                |                |                |                |                |                |                |                |                |                |
| Międzynarodowe       | Międzynarodowe | Międzynarodowe | Międzynarodowe | Międzynarodowe | Międzynarodowe | Międzynarodowe | Międzynarodowe | Międzynarodowe | Międzynarodowe | Międzynarodowe | Międzynarodowe | Międzynarodowe | Międzynarodowe | Międzynarodowe | Międzynarodowe | Międzynarodowe | Międzynarodowe |
| -------------------- | -------------- | -------------- | -------------- | -------------- | -------------- | -------------- | -------------- | -------------- | -------------- | -------------- | -------------- | -------------- | -------------- | -------------- | -------------- | -------------- | -------------- |
| Igrzyska olimpijskie |                |                |                | 14             |                |                |                |                |                |                |                |                |                |                |                |                |                |
| Mistrzostwa świata   |                |                | 14             | 16             |                | 10             |                |                |                |                |                |                |                |                |                |                |                |
| Mistrzostwa Europy   |                | 18             | 8              | 15             | 8              | 9              |                |                |                |                |                |                |                |                |                |                |                |
| Prague Skate         |                |                | 9              | 3              |                |                |                |                |                |                |                |                |                |                |                |                |                |
| Krajowe              |                |                |                |                |                |                |                |                |                |                |                |                |                |                |                |                |                |
| Mistrzostwa Polski   | 1              | 1              | 1              | 1              | 1              | 1              |                |                |                |                |                |                |                |                |                |                |                |